# Thaddäus von Lanner
Thaddäus von Lanner (* 24. Oktober 1790 in Eberndorf; † 13. Oktober 1861 in Klagenfurt) war ein österreichischer Guts- und Fabriksbesitzer und Politiker.

## Leben
Von Lanner war der Sohn des Gutsverwalters, seit 1797 Gutsbesitzers Melchior von Lanner und dessen Ehefrau Helene geborene Vallant († 1809). Er war römisch-katholischer Konfession und heiratete am 30. Oktober 1815 Ursula Ulbing (* 20. Oktober 1796; † 2. Oktober 1877). Aus der Ehe gingen sechs Töchter und ein Sohn hervor.
Von Lanner besuchte die Normalschule und das Gymnasium in Klagenfurt. Ab 1812 war er Verwalter, seit 1815 Besitzer des Guts Drasing in Krumpendorf/Kriva Vrba. Er baute das Anwesen aus und richtete eine Brauerei, Brennerei und Seidenraupenzucht ein. 1860 übergab er das Gut an zwei Töchter. Zwischen 1820 und 1834 war er auch Steuerpächter, unter anderem von 1831 bis 1833 der Biersteuer in ganz Illyrien. 1831 erwarb er ein Steinkohlengrube in St. Egiden/Sv. Ilj.
1828 wurde er Mitglied der Kärntner Landwirtschaftsgesellschaft und 1831 der Handelskommission. Zwischen 1835 und 1861 war er Mitglied des Ausschusses der Kärntner Landwirtschaftsgesellschaft, seit 1838 auch des Vereins zur Förderung von Industrie und Gewerbe in Innerösterreich. Im Jahr 1835 war er Mitgründer und bis 1851 Mitglied des Direktoriums der Kärntner Sparkasse. 1836 wirkte er als Beisitzer der Beratungen zum Franziszeischen Kataster.

## Politik
Von 1850 bis 1860 war er Bürgermeister von Krumpendorf. Vom 17. Juli 1848 bis zum 4. März 1849 war er Abgeordneter im Provisorischen Kärntner Landtag. Im August 1848 war er Mitglied der Reichsrats-Deputation in Innsbruck und vom 15. Juli 1848 bis zum 7. März 1849 Abgeordneter im Reichstag. In der ersten Wahlperiode war er vom 6. März 1861 bis zu seinem Tod am 13. Oktober 1861 gehörte er dem Kärntner Landtag an.
1850 wurde er mit dem Ritterkreuz des Franz-Joseph-Ordens ausgezeichnet. Die Lannerstraße in Klagenfurt ist nach ihm benannt.